# متنزه تشارلز كلور

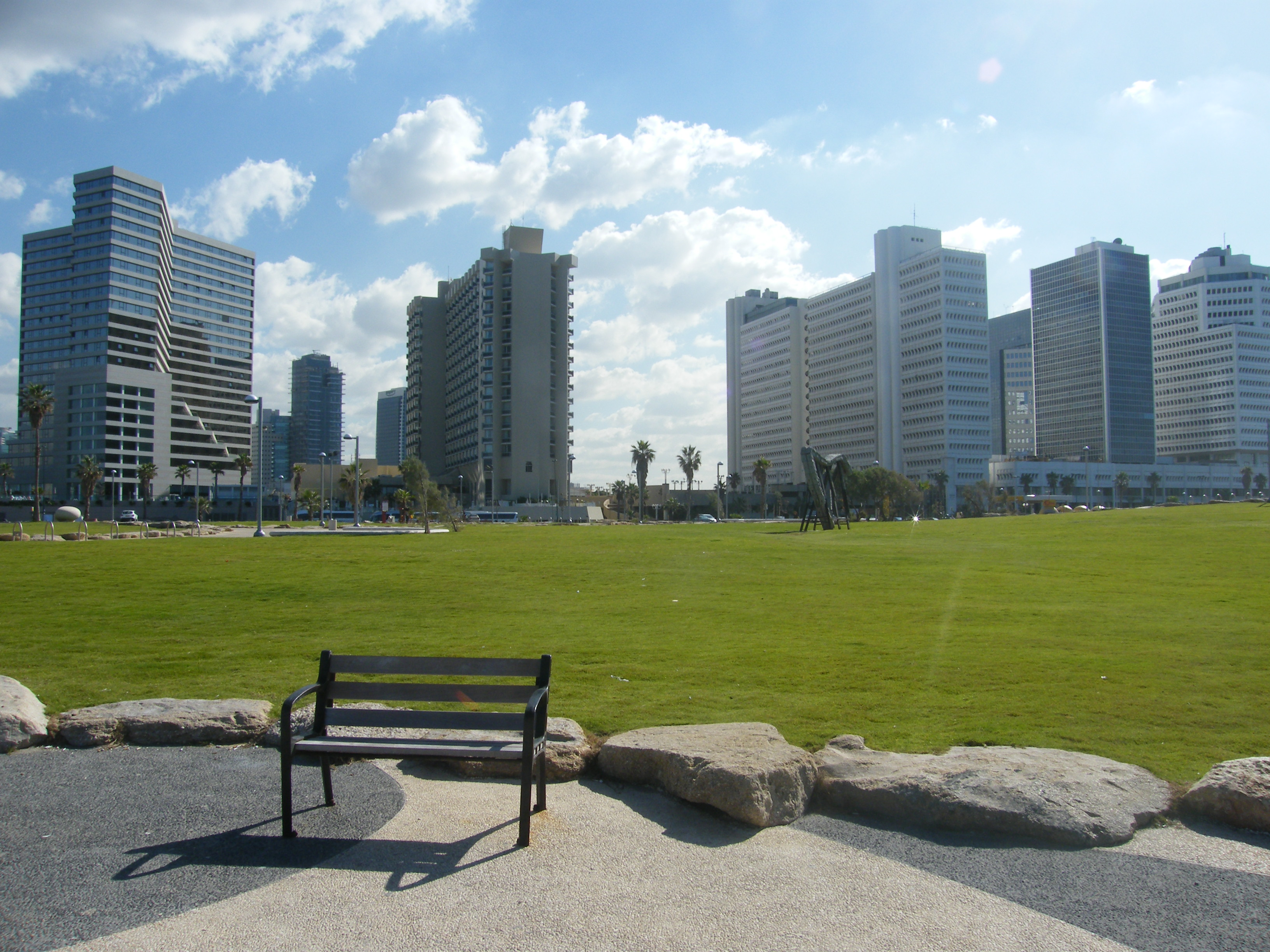
تعليق

متنزه تشارلز كلور Charles Clore Park هو حديقة عامة تقع قرب شاطئ البحر في جنوب غرب تل أبيب في إسرائيل.
تبلغ مساحته 29.6 فدانا ويمتد على طول البحر الأبيض المتوسط. فتح للجمهور عام 1974 وخضع لعملية تطوير عام 2007 استمرت لمدة عامين.
‌